# (4184) Berdyayev
(4184) Berdyayev es un asteroide perteneciente al cinturón de asteroides, descubierto el 8 de octubre de 1969 por la astrónoma soviética Liudmila Chernyj desde el Observatorio Astrofísico de Crimea (República de Crimea, Rusia).

## Designación y nombre
Designado provisionalmente como 1969 TJ1. Fue nombrado en homenaje al filósofo ruso Nikolái Berdiáyev.